# Kopalnia Węgla Brunatnego Kaiser Wilhelm
Kopalnia Węgla Brunatnego Kaiser Wilhelm – w Zarębie gmina Siekierczyn.
Założona przez właściciela Zrębu Juliusza Bierbauma. Pierwszy szyb nosił nazwę Elza. W latach dziewięćdziesiątych XIX wieku uruchomiono kolejne szyby: „Rosenberg” (w pobliżu Ponikowa) i „Albert” (północny zachód od kościoła w Zarębie). W 1899 r. należała do spółki Glückauf A.G, która eksploatowała ją wraz z kopalnią Vereinsgluck. Szyb Elza po pożarze w 1908 roku nie został odbudowany. 